# Rinchen Lhamo
Rinchen Lhamo getrouwd King (Shigatse, 19e eeuw) was een Tibetaans tibetologe en geschiedkundige.
Rinchen Lhamo was getrouwd met de Britse consul in Dartsedo (Kangding), Louis Magrath King. Samen vertrokken ze begin 20e eeuw naar het Verenigd Koninkrijk. Na de halfbloeddochter van George Bogle (1747-1781) wordt zij gezien als de eerste Tibetaan in het Verenigd Koninkrijk.
Hier schreef zij We Tibetans, wat in 1926 het eerste Engelstalige boek werd over Tibet. Hierin beschreef zijn de gebruiken, cultuur en het uiterlijk van de Tibetanen, hoe ze leefden, speelden, over de tradities binnen het Tibetaans boeddhisme en hoe ze tegen zichzelf aankeken. Haar boek werd tweemaal herdrukt, in 1985 in New York en in 1997 in New Delhi.